# مصطفى الغلاييني
مصطفى بن محمد بن سليم بن محي الدين بن مصطفى الغلاييني (ولد في بيروت سنة 1886 الموافق 1302 هـ) هو صحافي وأستاذ للعربية وقاضٍ ورئيس سابق للمجلس الإسلامي في بيروت.
تعلم في بيروت والقاهرة، بدءاً من نشاطه العملي كأستاذ للغة العربية ومبادئ الفقه الشرعي بالكلية الإسلامية في بيروت، وكانت له حلقات علم في المسجد العمري الكبير بوسط المدينة. انضم سنة 1910م لجمعية الاتحاد والترقي وأصدر مجلته الشهرية النبراس والتحق بجمعية الإصلاح البيروتية، وأخيراً تطوع بالجيش العثماني وشارك بحرب الترعة ضد الجيش الإنجليزي، حيث أخفق الجيش العثماني باجتياز قناة السويس البحرية الاستراتيجية، وبعد ظهور راية الملك فيصل الأول العربية على مشارف بلاد الشام انضم الغلاييني إليه، فاختاره الأمير عبد الله بن الحسين ليدرس أبنائه اللغة العربية والعلوم الشرعية.
عاد مصطفى الغلايييني وبعد سنتين من هذا المنصب التشريفي إلى مدينته بيروت ليواجه تهمة مقتل مدير الداخلية في حكومة دولة لبنان الكبير، حيث نقل إلى جزيرة أرواد واعتقل في سجنها المركزي سبعة أشهر، ثم أُطْلِقَ سراحه بحكم مشروط هو عدم العودة إلى بيروت، وأُبعد إلى فلسطين وما إن وصلت السفينة إلى يافا حتى خرج منها متوجهاً إلى بيروت ، فقررت المفوضية العليا الفرنسية اعتقاله بحبس انفرادي ثم أبعدته مرة أخرى إلى الحدود اللبنانية الفلسطينية ، فتوجه طوعاً إلى حيفا عند رئيس بلديتها (وهو صديق قديم له) إلى أن خفت وطئة فرنسا في الشرق، بسبب بوادر الحرب العالمية الثانية مع ألمانيا النازية، فعاد إلى بيروت للمرة الرابعة والاخيرة وتولى انتخابياً رئاسة المجلس الإسلامي ومستشاراً للمحكمة الشرعية العليا وقاضياً فيها، إلى أن وافته المنية في بيروت سنة 1944م.

## مؤلفاته
- نظرات السفور
- الحجاب في الإسلام
- أريج الزهر
- خيار المقول في سيرة الرسول
- لباب الخيار في سيرة النبي المختار
- روح المدينة
- ديوان الغلاييني
- جامع الدروس العربية
- عظة الناشئين
- نظم الشعر في أغراض مختلفة